# Elancrin

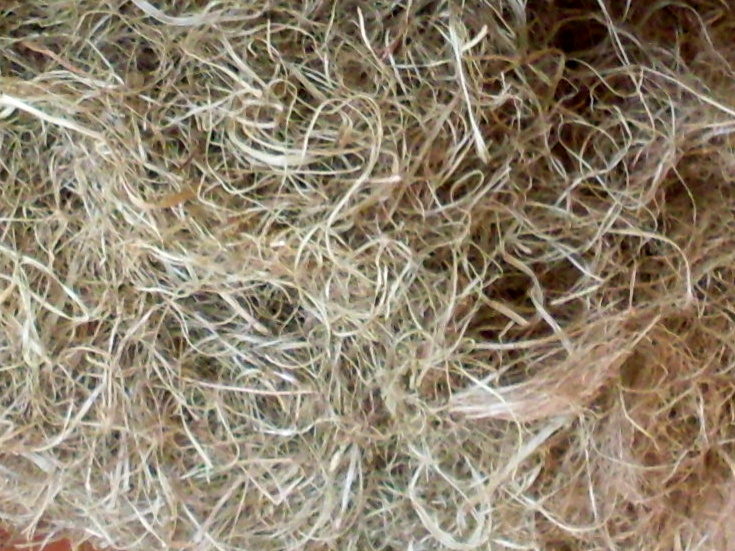
Přírodně zbarvený elancrin

Elancrin je označení vlákenného materiálu pocházejícího z palmy kokosové.
Vlákna se získávají z kůry kokosových ořechů máčením, rozvolňováním a praním. Před použitím se pak vlákna napouštějí přírodním nebo umělým latexem, často opatřují černou barvou a stáčejí do provazce.
Použití: Výplň čalouněných sedadel, nábytku a matrací. Pro tento účel se elancrinem  často nahrazují mnohem dražší koňské žíně